# Magnitogorsk
Magnitogorsk (Russisch: Магнитого́рск; "magnetische berg") is een stad in Rusland, gelegen aan de voet van de berg Magnitnaja, 310 m boven zeeniveau, in het zuiden van de Oeral. Magnitogorsk ligt ook aan de rivier de Oeral. De bijnaam van de stad en haar belangrijkste fabriek; de IJzer en Staalwerken van Magnitogorsk, is 'Magnitka' ("magneet").
De bevolking van de stad bestaat uit Russen (81,5%), Wolga-Tataren (6,4%), Oekraïners (4,3%), Basjkieren (2,8%), Wit-Russen (1%) en andere etnische groepen, waaronder Joden, Oezbeken, Duitsers en Oedmoerten.
De stad is onderscheiden met de Orde van de Rode Arbeidersvlag (1971) en de Leninorde (1979).

## Geschiedenis

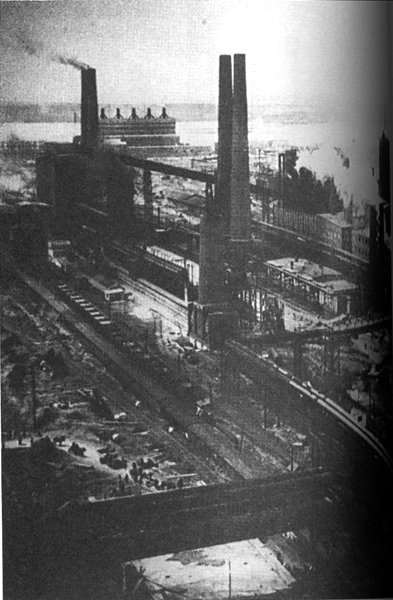
Een fabriek in Magnitogorsk in de jaren 30

Magnitogorsk werd in juni 1929 gesticht als industriële nederzetting. In 1931 kreeg het de status van stad. Deze snelle ontwikkeling was verbonden met Stalins vijfjarenplannen van de jaren 30 van de twintigste eeuw en met het feit dat het was aangewezen als een oedarnaja strojka alsmede de toewijzing van grote Goelags. De Nederlander Joris Ivens maakte voor hem een propagandafilm over de bouw van de stad: Het lied van de helden. De goelagdwangarbeiders; de mensen die hij hieruit wegliet, werden in 1996 verbeeld in de film Magnitogorsk van Pieter Jan Smit.
In december 1925 werd opgeroepen tot industrialisatie door het veertiende partij congres. In februari 1926, werd de Gipromez (Staat Instituut voor het Ontwerp van de Metallurgische Fabrieken) gevormd en begon het werk aan het ontwerp van Magnitostroi, de bouwplaats van wat later Magnitogorsk genoemd zou worden.
Grote ijzerertsreserves in de omgeving maakten het tot een uitstekende locatie voor staalfabrieken, die zich met de westerse concurrenten zouden moeten kunnen meten. Een groot deel van de beroepsbevolking, voornamelijk bestaand uit voormalige boeren, had echter weinig ervaring met werken in de zware industrie. Om deze reden werden enkele honderden buitenlandse specialisten binnengehaald om het werk te coördineren, waaronder een team van architecten onder leiding van de Duitser Ernst May.

### Europese context
Het Sovjet leiderschap was zich bewust van wat gebeurde in de nabijgelegen kapitalistische wereld, mat zich ertegen op en was gretig te winnen. Diep onderling wantrouwen en competitie bestond tussen de kapitalistische wereld en de communistische wereld in de Sovjet-Unie. Ordzhonikidze (lid van het politburo en volkscommissaris voor zware industrie) erkende echter dat de Sovjet-Unie een land van boeren was. “ … Zij hebben tractoren en rupsbanden, miljoenen auto’s , en wereldklasse technologieën. Hoe kunnen wij ze pakken vanaf zo een positie?”. Het antwoord op deze vraag was door de kapitalisten hun technologie en expertise te laten verkopen aan de Sovjet-Unie.

### Stedenbouwkundige context
In een stedenbouwkundige context bestond de zoektocht naar wat het socialisme betekende in de ruimtelijke werkelijkheid  in een constant veranderend politiek en economisch landschap. Russische stedenbouwkunde was stevig gegrond de Europese traditie. De ideeën over de ‘groene stad’, met zijn focus op licht, lucht en natuur, en het principe van zones, druppelde daarom ook door in de Sovjet-Unie. Na de Russische Revolutie was de ‘groene stad’ dan ook officieel tot de doctrine verklaard.
Het ontwerpproces van Magnitogorsk ging gepaard met hevige discussies over de locatie van de stad; aan de rechterkant van de Oeral-rivier, of de linker. De linkerkant (gezien vanaf de stroomrichting van de Oeral-rivier), aan de oostkant van de rivier, was de locatie van de mijn en de fabriek. Doordat het werk reeds begonnen was waren hier al tijdelijke nederzettingen ontsprongen. De ‘rechterkant-positie’ was ontworpen aan de andere kant van een industrieel meer. Deze positie, aan de oevers van het industriële meer, was op behoorlijke afstand van de industriële zone en de al bestaande nederzettingen. Deze locatie aan de andere kant van het meer had de constructie van een dure brug nodig, en een systeem voor openbaar vervoer. Daarnaast zou ook het economische hart van de stad ver weg zijn van het bouwterrein voor het nieuwe residentiële district. Om deze redenen werd in 1930 gekozen voor de ‘linkerkant-positie’.
Echter, een ander probleem ontstond. Rook en andere schadelijke stoffen van de fabriek, die in 1932 zou gaan opereren,  bleken via de wind precies richting de residentiële gebieden te gaan waaien – ondanks het feit dat overheidsinstanties hadden bevestigd dat de windrichting de rook naar het zuidwesten zou blazen, in plaats van richting de zuidoostelijke stad. De oplossing voor dit probleem was om het ‘linkerkant’- ontwerp ten minste twee kilometers weg van de fabriek te verschuiven.
Een eerder plan van Professor Chernyshev, de winnaar van een eerdere ontwerpwedstrijd in 1930, plaatste de stad direct aan de poorten van de fabriek. Dit plan werd op den duur teruggetrokken. Desalniettemin was constructie op basis van dit plan reeds gestart. Door deze voorbarige start van een ander plan, en het heuvelachtige terrein dat May aantrof bij aankomst in Magnitogorsk, had de stad zijn ‘eigen ontwerp’ aan de linkerkant van de Oeral-rivier voordat May überhaupt kon beginnen. Dit maakte May zijn plan met productie- en leefgebieden die parallel aan elkaar zouden lopen, onmogelijk.
Dit was enkel het begin van een lange reeks problemen en miscommunicaties die de ontwikkeling van de stad aanzienlijk vermoeilijkte. Uiteindelijk werd Magnitogorsk ontworpen volgens een geometrisch plan, met rijen identieke woonblokken parallel aan de fabrieken en een groenstrook om industriële en residentiële gebieden van elkaar te scheiden. De stad zou, om de woon-werkreistijd tot een minimum te beperken, onderverdeeld worden in woon- en productiesectoren. Het was de bedoeling dat de fabrieksarbeiders zouden wonen in de residentiële zone die het dichtst bij de industriële zone lag waarin ze werkten.
Toen Mays plannen uiteindelijk gereedkwamen waren de bouwwerkzaamheden voor zowel fabrieken als woningen echter al begonnen. Er was weinig ruimte overgebleven voor nieuwe ontwikkelingen en de plannen moesten worden herzien. Het resultaat was verre van ideaal en de inwoners kregen veel te lijden van de industriële vervuiling.
Inmiddels is de voorraad ijzererts in de omgeving behoorlijk geslonken en de lokale industrie moet haar grondstoffen tegenwoordig van elders importeren.

## Onderwijs en cultuur
In Magnitogorsk bevinden zich twee universiteiten, waaronder een technische universiteit, en een conservatorium. De stad beschikt verder over een schouwburg (Poesjkintheater), een poppentheater, een opera- en ballettheater, een filharmonie, een kunstgalerie en een heemkundig museum.

## Sport
IJshockeyclub HC Metalloerg Magnitogorsk speelt in de Kontinental Hockey League. Metalloerg Magnitogorsk won in 2014 en 2016 de Gagarin Cup.

## Geboren
- Gleb Panfilov (1934-2023), filmregisseur
- Viktor Rasjnikov (1948), eigenaar en voorzitter van de Raad van Bestuur van het Metallurgisch Kombinaat van Magnitogorsk, de grootste staalfabrikant van Rusland
- Mikhail Katsnelson (1957), natuurkundige
- Igor Kravtsov (1973), roeier
- Jevgeni Malkin (1986), ijshockeyspeler
- Gennadi Tsjoerilov (1987–2011), ijshockeyer